# 兜风
《尋根女團》（英語：Joy Ride）是一部2023年的美国喜剧电影，由林黛兒执导，这是她的首部特色电影导演作品，由雀莉·齊娃普拉瓦唐隆和蕭韻潔编剧，根据林、切瓦普拉瓦杜蒙格和萧的故事改编。影片由艾許莉·朴、雪莉·寇拉、許瑋倫和萨布丽娜·吴主演。该电影于2018年在灰點映像和獅門娛樂达成协议后宣布制作，林于2021年被确认为导演。同年8月至10月期间宣布了演员阵容，拍摄在后一个月在不列颠哥伦比亚省进行。《尋根女團》于2023年3月17日在西南偏南首映，并将于同年7月7日由Lionsgate Films在美国上映。

## 劇情
奥黛丽、洛洛、凯特和死眼是四位亚裔美国女性，她们穿越亚洲，寻找奥黛丽的生母。

## 制作
2018年8月9日，塞斯·罗根和伊凡·戈博通过他们的制片公司灰點映像与獅門娛樂谈判合作，签署了首个合作协议，开发电影和电视项目。2021年7月9日，宣布编剧林黛兒将在此合作协议下执导一部未命名的R级喜剧电影，艾許莉·朴加入演员阵容。电影由雀莉·齊娃普拉瓦唐隆和蕭韻潔编写，根据她们与林共同开发的故事改编。齊娃普拉瓦唐隆、萧和林与罗根、戈博、詹姆斯·韦弗和乔希·法根一起担任制片。林在一份声明中表示：“这个故事的起点是我、雀莉和韻潔想要讲述一个看起来像我们的角色的故事，讲述一群混乱而渴望的女人，但她们有着极大的勇气和心灵。灰點和獅門从一开始就是我们的盟友和合作伙伴，我很高兴能和他们一起执导这个对我来说非常特别的故事。”
2021年8月，雪莉·寇拉和許瑋倫加入了演员阵容。9月，报道称吴思贤将出演电影中的第四位女主角。拍摄工作于10月开始，戴斯蒙·詹、亚历山大·霍奇和吳育剛加入了演员阵容。10月7日，在不列颠哥伦比亚省的枫树岭发现了电影中的一个色情游乐场景。2023年2月，电影的标题被命名为《Joy Ride》。